# Lozier (Iowa)
Pour les articles homonymes, voir Lozier (homonymie).
Lozier est une ville fantôme, du comté de Woodbury en Iowa, aux États-Unis.
Les bureaux de la poste sont en service de 1880 à 1882.

## Source de la traduction
- (en) Cet article est partiellement ou en totalité issu de l’article de Wikipédia en anglais intitulé « Lozier, Iowa » (voir la liste des auteurs).